# Anton Suhadolc
Anton Suhadolc [antón suhadólc], slovenski matematik, * 19. april 1935, Ljubljana.
Suhadolc je na Fakulteti za matematiko in fiziko Univerze v Ljubljani delal od 1960 do upokojitve leta 1999, od 1981 kot redni profesor. Tako raziskovalno kot pedagoško se je ukvarjal predvsem s funkcionalno analizo, linearno algebro, diferencialnimi enačbami, integralskimi enačbami in asimptotično analizo. Leta 2022 je imela njegova bibliografija 589 enot, med njimi 10 univerzitetnih učbenikov.

## Zgodnja leta in študij
Rodil se je 19. aprila 1935 v Ljubljani. Mati Natalija, rojena Sartori (1904-2001), je bila učiteljica in amaterska igralka, oče Anton pa je bil projektant, gradbeni inženir in statik, sodelavec Jožeta Plečnika. Po osnovni šoli (1941–1945) in maturi na bežigrajski gimnaziji (1953) je študiral matematiko na Univerzi v Ljubljani. Leta 1957 je opravil diplomski izpit iz šestih predmetov, treh pri profesorju Josipu Plemlju in treh pri Ivanu Vidavu.
Jeseni 1957 se je zaposlil na Fizikalnem inštitutu Jožefa Stefana, dobri dve leti kasneje pa je bil, kljub nenaklonjenosti oblasti, potrjen kot asistent za matematiko na Katedri za matematiko, ki je takrat postala del Naravoslovne fakultete Univerze v Ljubljani. Josip Plemelj mu je priskrbel Humboldtovo štipendijo za študij v Nemčiji. V letih 1961-63 je tako študiral na  univerzi v Heidelbergu. Tu je zelo razširil svoje znanje sodobne matematike. Njegov formalni mentor je bil profesor Gottfried Köthe, profesor Heinz Günther Tillmann pa mu je dal temo doktorske disertacije. Po vrnitvi v Ljubljano je delo dokončal pod vodstvom profesorja Ivana Vidava leta 1965, doktoriral in še istega leta postal docent za funkcionalno analizo. Disertacija je obravnavala posplošitev Fourier-Laplaceove transformacije. V šolskem letu 1969/70 je bil Fulbrightov štipendist na Univerzi Wisconsin v Madisonu in tam tudi predaval. V letu 1977/78 je bil gostujoči profesor na Državni univerzi Floride v Tallahasseeju, leta 1986 pa je na FernUniversität Hagen v Nemčiji sodeloval s Krešimirjem Veselićem.

## Pedagog in raziskovalec
V zgodnjih šestdesetih letih je bil, ko je začel delovati prvi računalnik v Sloveniji, Zuse Z23 na IMFM (Inštitutu za matematiko, fiziko in mehaniko), med pionirji računalništva in numerične matematike na Slovenskem. Skupaj z Egonom Zakrajškom sta med drugim izdelala rešitev za problem linearnega programiranja pri optimizaciji krmil za živino, ter za Jacobijevo metodo za lastne vrednosti simetričnih matrik (algoritem in programsko kodo).
Leta 1975 je Suhadolc postal izredni, leta 1981 pa redni profesor ljubljanske univerze. Najdlje je matematikom predaval predmet Funkcionalna analiza. Matematikom in tudi fizikom je predaval še predmete Linearna algebra, Navadne diferencialne enačbe in Parcialne diferencialne enačbe (v več različicah). Med izbirnimi predmeti, ki jih je učil, so tudi Integralske enačbe, Asimptotična analiza, Teorija distribucij. Na drugih visokošolskih ustanovah je predaval še Teorijo analitičnih funkcij in Numerično analizo, Matematiko za biologe in Linearno algebro na tretji stopnji Fakultete za telesno kulturo. Več let je vodil tretjestopenjski študij na Oddelku za matematiko in predaval Operatorsko teorijo. Od leta 1981 do 1983 in od 1987 do 1989 je bil predstojnik Odseka za matematiko, bil pa je tudi prvi dekan novo ustanovljene Fakultete za matematiko in fiziko (1995/96). Po upokojitvi leta 1999 je še šest let predaval Analizo in Linearno algebro na Visoki šoli za upravljanje in poslovanje v Novem mestu. Suhadolc je bil mentor pri 66 diplomskih nalogah in šestih magistrskih delih.
O svojem pedagoškem delu je zapisal:
Moj skromni prispevek pri razvoju slovenske matematike je najbrž izključno na področju prenašanja znanja na mlajše rodove.
Pomagal je pri urejanju Matematične knjižnice in naročanju
literature. Med leti 1973 in 1983 je bil Suhadolc urednik za matematiko revije Obzornik za matematiko in fiziko, in v njej objavil 88 prispevkov. V letih 1978/79 je bil predsednik Društva matematikov, fizikov in astronomov Slovenije. Za Mathematical Reviews (Ameriško matematično društvo - MathSciNet) je izdelal tristo poročil o člankih in knjigah, zlasti iz področja nekorektnih problemov. Napisal je monografijo o profesorju Rihardu Zupančiču, matematiku, ki je bil drugi rektor ljubljanske univerze.

## Zbiralec in fotograf
Suhadolčevo zanimanje je obrnjeno tudi v botaniko, predvsem eksotično rastlinstvo. Ko se je na gimnaziji odločal za študij na univerzi, je imel zaradi tega najprej v mislih biologijo. Kasneje je na študijskih gostovanjih in potovanjih zbiral gradivo za herbarije in fotografiral. Sestavil je zbirko 900 vzorcev različnega lesa, od tega 100 takega, ki ga najdemo v Sloveniji, izdelkov iz lesa, med njimi 160 krogel, in unikatnega pohištva, tudi stavbnega. O tem je imel več razstav. Njegovo znanje in zbrani material je uporabil brat Janez pri svojih umetniških izdelkih – stolih, zbirko različnih vrst lesa pa sedaj hrani Tehniški muzej Slovenije.

## Fotogalerija lesenih krogel
- brest - Ulmus minor
- brnistra - Spartium junceum
- brogovita - Viburnum opulus
- jesen - Fraxinus ornus
- murva - Morus nigra
- rakitovec - Hippophae rhamnoides
- rdečeplodni brin - Juniperus oxycedrus
- tisa - Taxus baccata

Leta 2012 je pri založbi Narava objavil knjigo Les naših dreves in grmovnic, leta 2022 pa pri isti založbi še knjigo Sadje po svetu. Cvetlice, zbirko petih albumov s fotografijami (1975-2004) hrani Knjižnica v Mariboru. Nekaj prispevkov o gojenju sobnih in balkonskih rastlin je objavil tudi v revijah Moj mali svet in Proteus.

## Nagrade in priznanja
S fizikom Sergejem Pahorjem sta študirala linearizirano Boltzmannovo enačbo. Že prej so bile znane lastne vrednosti ustreznega operatorja, Pahor in Suhadolc pa sta dokazala, da ustrezne lastne funkcije sestavljajo kompleten sistem. Za to sta leta 1974 dobila Kidričevo nagrado (predhodnico Zoisove nagrade). Leta 2001 je postal častni član Društva matematikov, fizikov in astronomov Slovenije, 2002 pa še zaslužni profesor Univerze v Ljubljani.

## Družina
Starša Antona Suhadolca sta imela šest otrok. Najstarejša Marjeta je bila psihologinja, Nataša je bila arhitektka, vodila je obnovo dvorcev predvsem po Primorski, Andreja je bila zdravnica - anestezistka, sledil je Anton, Matija za njim je tudi arhitekt, proslavil se je s prenovami cerkvene arhitekture, najmlajši Janez je tretji arhitekt v družini, do upokojitve je bil profesor za prostoročno risanje na Fakulteti za arhitekturo Univerze v Ljubljani.
Suhadolc se je leta 1960 poročil z biokemičarko Tatjano Kastelic (Tatjana Kastelic Suhadolc). Imata dva otroka, Mateja in Natašo.

## Izbrana dela
Izbor obsega enajst del: tri znanstvene članke, monografijo, pet učbenikov in dve poljudni knjigi.
1. »On a system of integro-differential equations [O sistemu integro-diferencialnih enačb]«. SIAM journal on applied mathematics. Zv. 21, št. 2. 1971. str. 195–206. COBISS 7790937. ISSN 0036-1399.
2. »Linearized Boltzmann equation in L1 space [Linearizirana Boltzmannova enačba v prostoru L1]«. Journal of mathematical analysis and applications. Zv. 35, št. 1. 1971. str. 1–13. COBISS 7791449]. ISSN 0022-247X.
3. Pahor, Sergej; Suhadolc, Anton (1972). »On half-range completeness in multigroup transport theory [O popolnosti polovičnega obsega v večgrupni transportni teoriji]«. Transport theory and statistical physics. Zv. 32, št. 4. str. 335–345. COBISS 259122176. ISSN 0041-1450.
4. Življenje in delo profesorja Riharda Zupančiča. Ljubljana: DMFA - založništvo. 2011. str. 193. COBISS 259122176. ISBN 978-961-212-246-1.
5. Linearni topološki prostori : 1. del. Zbirka izbranih poglavij iz matematike, 11. Ljubljana: Društvo matematikov, fizikov in astronomov SRS. 1979. str. 160. COBISS 8078081. ISBN 978-961-212-246-1.
6. Linearni topološki prostori : 2. del. Postdiplomski seminar iz matematike, 17. Ljubljana: Društvo matematikov, fizikov in astronomov SRS. 1987. str. 144. COBISS 4629810.
7. Integralske transformacije ; Integralske enačbe. Matematika - fizika, 21 (2 izd.). Ljubljana: Društvo matematikov, fizikov in astronomov SRS. 1994. str. 92. COBISS 40284160. ISBN 961-212-029-3.
8. Potencialna teorija. Izbrana poglavja iz matematike in računalništva, 31. Ljubljana: Društvo matematikov, fizikov in astronomov SRS. 1994. str. 101. COBISS 38561280. ISBN 961-212-024-2.
9. Navadne diferencialne enačbe. Izbrana poglavja iz matematike in računalništva, 34. Ljubljana: Društvo matematikov, fizikov in astronomov SRS. 1996. str. 143. COBISS 38561280. ISBN 961-212-054-4.
10. Les naših dreves in grmovnic. Olševek: Narava. 2012. str. 184. COBISS 261190144. ISBN 978-961-6893-01-5.
11. Sadje po svetu (1 izd.). Kranj: Narava. 2022. str. 154. COBISS 102432003. ISBN 9617031604.